# Singel (osoba)
Singel, singiel –  oznacza osobę żyjącą w pojedynkę z własnego świadomego wyboru lub z przyczyn losowych. Singlami mogą być zarówno panny i kawalerowie, jak i osoby rozwiedzione, owdowiałe czy przebywające w separacji, jeśli tylko nie żyją w trwałym związku. Z ekonomicznego punktu widzenia, single stanowią jednoosobowe gospodarstwo domowe. Słowo to, pochodzące z języka angielskiego, pojawiło się pierwotnie w gwarze młodzieżowej, z której przeszło do języka potocznego i analiz socjologicznych. Uważane jest za bardziej neutralne niż określenia budzące pejoratywne skojarzenia jak np. „stara panna” czy „stary kawaler”. 
Single są bardzo różnorodną kategorią społeczną. Różnice dotyczyć mogą ich sytuacji prawnej (kawaler, rozwodnik, osoba pozostająca w separacji), historii związków, przyczyn pozostawania poza związkiem. We współczesnych społeczeństwach zachodnich życie w pojedynkę traktowane jest często jako alternatywa dla związku małżeńskiego i nie jest sytuacją przymusową. Przykładem takich osób są tzw. quirkyalone, czyli osoby, które wolą życie w pojedynkę od szukania partnera tylko po to, aby żyć w związku i uniknąć samotności.